# Castelo de Vilalba
Castelo de Vilalba är ett slott i Spanien.   Det ligger i provinsen Provincia de Lugo och regionen Galicien, i den nordvästra delen av landet, 500 km nordväst om huvudstaden Madrid. Castelo de Vilalba ligger 477 meter över havet.
Terrängen runt Castelo de Vilalba är platt. Runt Castelo de Vilalba är det ganska glesbefolkat, med 36 invånare per kvadratkilometer. Närmaste större samhälle är Vilalba, 0,09 km öster om Castelo de Vilalba. Omgivningarna runt Castelo de Vilalba är en mosaik av jordbruksmark och naturlig växtlighet.